# الطريق الوطنية رقم 4 (المغرب)
الطريق الوطنية رقم 4 هي طريق وطنية تربط بين القنيطرة وفجيج، ويبلغ طولها الإجمالي 759 كلم.